# Língua aroaqui
O aroaqui (ou aroaki; airão) é uma língua extinta da família linguística arawak falada no rio Coschiraa e/ou rio Colhera (rio Cuieira?), um afluente do baixo rio Negro no Brasil.

## Vocabulário
Vocabulário aroaqui (flora, fauna e artefatos culturais) recolhido por Johann Natterer (1832) em Airão:
| Português            | Aroaqui                              |
| -------------------- | ------------------------------------ |
| tatu grande          | aʃana                                |
| tatu pequeno         | kabau                                |
| anta                 | waʃapi                               |
| queixada             | uʃabɨ                                |
| caititu              | biiʃa                                |
| veado                | botʃu                                |
| onça                 | itanamale                            |
| onça-parda           | witʃalaule (witʃaule 'vermelho')     |
| cão                  | juba                                 |
| peixe-boi            | habɨna                               |
| pato                 | uluma                                |
| pomba                | jakokoa                              |
| mutum                | pawi                                 |
| galo                 | paikula                              |
| arara-vermelha       | hana                                 |
| arara-amarela        | kaliba                               |
| papagaio             | huaru                                |
| jacamim              | kolüma                               |
| inambu               | mami                                 |
| jacaré               | atule                                |
| jabuti               | khooli                               |
| cabeçudo             | koati                                |
| peixe                | wöni                                 |
| piraíba              | polauiwa                             |
| pirarara             | dumma                                |
| surubim              | kulötʃi                              |
| pirarucu             | metauü                               |
| cará                 | dɨtʃu                                |
| mandioca             | kanöti                               |
| maniva               | kabünakadi                           |
| beiju                | tʃüi                                 |
| tapioca              | haiwei                               |
| capim                | kabatʃai                             |
| milho                | kawitʃi                              |
| banana               | a(u)waʃi                             |
| tabaco               | lɨbaʃada / pɨtuma(t)ʃe (< nheengatu) |
| arco                 | obɨduwai                             |
| flecha               | no(-)bɨne                            |
| borduna (?)          | khoipeda                             |
| bruxo                | jadama                               |
| buzina               | no(-)pole                            |
| canoa                | kanoa                                |
| caxiri               | jalakö                               |
| demônio              | maiʃé                                |
| Deus + Nossa Senhora | Kawale + Menétʃu                     |
| faca                 | malia                                |
| machado              | tauwai                               |
| pote                 | janawi                               |
| camuti               | oaʃanai                              |
| rede                 | amaka                                |